# Liparis harketii
Liparis harketii är en orkidéart som beskrevs av Killmann och Fischer Liparis harketii ingår i släktet gulyxnen, och familjen orkidéer.
Artens utbredningsområde är Rwanda. Inga underarter finns listade i Catalogue of Life.